# Округ Шелби (Охајо)
Округ Шелби (енгл. Shelby County) је округ у америчкој савезној држави Охајо.

## Демографија
По попису из 2010. године број становника је 49.423, што је 1.513 (3,2%) становника више него 2000. године.
| Група             | 2000.          | 2010.          |
| Белци             | 45.769 (95,5%) | 46.423 (93,9%) |
| Афроамериканци    | 714 (1,5%)     | 935 (1,9%)     |
| Азијати           | 464 (1,0%)     | 423 (0,9%)     |
| Хиспаноамериканци | 383 (0,8%)     | 661 (1,3%)     |
| Укупно            | 47.910         | 49.423         |